# Landkreis Rosenheim
Der Landkreis Rosenheim liegt in Oberbayern. Mit seinen über 255.000 Einwohnern ist der Landkreis Rosenheim nach dem Landkreis München und dem Landkreis Augsburg der nach Einwohnerzahl drittgrößte Kreis in Bayern und flächenmäßig nach Traunstein der zweitgrößte in Oberbayern. Die Kreisstadt Rosenheim wird ganz vom Landkreis umschlossen, gehört als kreisfreie Stadt selbst aber nicht dazu und ist in den einzelnen Daten des Landkreises deshalb auch nicht enthalten.
Zum Landkreis Rosenheim gehören die Städte Kolbermoor, Bad Aibling und Wasserburg am Inn sowie 43 weitere Gemeinden.
Der Landkreis ist Teil der Euregio Inntal und wird innerhalb Bayerns nach Auflösung des Chiemsee-Tourismusverbands (1912–2009) als eigenständige Tourismusregion „Chiemsee-Alpenland“ ausgewiesen.

## Geographie

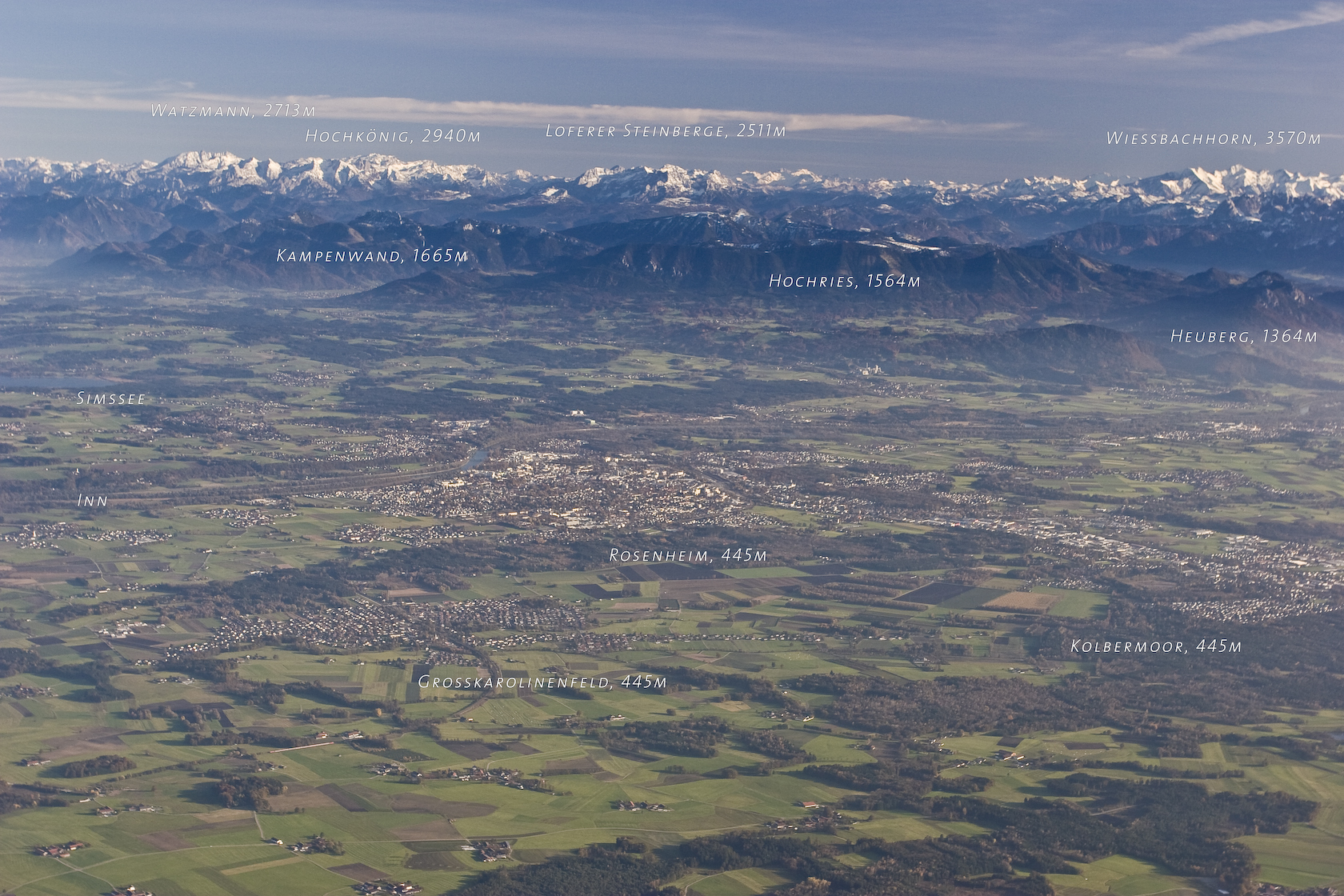
Luftaufnahme des Rosenheimer Landes gegen die Alpen in Richtung Südosten

### Lage
Der Landkreis liegt im Alpenvorland sowie im bayerischen Teil des Unterinntals. Die vom würmeiszeitlichen Inngletscher hinterlassene Moränenlandschaft weist viele Seen auf. Die im Tegernsee entspringende Mangfall fließt bei Rosenheim in den Inn. Zum Kreisgebiet gehören ein kleiner Teil des Chiemsees (Schafwaschen) und die Chiemseeinseln Frauen- und Herrenchiemsee. Der weitaus größte Teil des Chiemsees, auch der die Inseln umgebende Teil, gehört zum Nachbarlandkreis Traunstein. Im Süden liegen das Mangfallgebirge (der Wendelstein ist mit 1838 m die auffälligste (aber nicht höchste) Erhebung im Landkreis) und die Chiemgauer Alpen. Der höchste Berg ist der Große Traithen mit 1852 m.

### Nachbarkreise
Der Landkreis grenzt im Uhrzeigersinn im Westen beginnend an die Landkreise Miesbach, München, Ebersberg, Mühldorf am Inn und Traunstein. Im Süden grenzt er an den Bezirk Kufstein im österreichischen Bundesland Tirol.

### Schutzgebiete
Im Landkreis gibt es 13 Naturschutzgebiete (zusammen mit der Stadt Rosenheim), 34 Landschaftsschutzgebiete, 23 FFH-Gebiete und mindestens 34 vom Bayerischen Landesamt für Umwelt ausgewiesene Geotope (Stand April 2016).

## Geschichte

### Bis 1800
Im 1. Jahrhundert befand sich bei Rosenheim eine Brücke über den Inn (lateinisch „Aenus“), der die Grenze zwischen den römischen Provinzen Raetien und Noricum bildete. Diese Brücke lag wahrscheinlich zwischen den beiden Orten Leonhardspfunzen und Langenpfunzen, wobei sich der Namensbestandteil „-pfunzen“ von lat. Pons Aeni („Innbrücke“) ableiten lässt. Im zwölften Jahrhundert ging das Gebiet in den Besitz der Wittelsbacher über, die alten Stammesherzogtümer wurden durch die landesherrlichen Gerichte und Ämter ersetzt.

### Landgerichte
1803 wurde das Landgericht Aibling errichtet, doch bereits 1807 wieder aufgelöst. Gleichzeitig wurde das Landgericht Rosenheim neu umschrieben. Ferner gab es im Norden des heutigen Landkreises das Landgericht Wasserburg. Alle Landgerichte gehörten ab 1810 zum Isarkreis, der 1838 in Oberbayern umbenannt wurde. Neben den Landgerichten gab es im heutigen Kreisgebiet noch Herrschafts- bzw. Patrimonialgerichte und Hofmarken, die erst 1848 aufgelöst wurden. 1838 wurde das Landgericht Aibling wieder errichtet. Ferner entstand das Landgericht Haag. 1853 wurde das Landgericht Prien anstelle des 1848 aufgelösten Herrschaftsgerichts errichtet.

### Bezirksämter
Im Jahr 1862 bildeten die Landgerichte Rosenheim, Prien und Aibling das Bezirksamt Rosenheim als Verwaltungsbehörde unter einem „Kgl. Bezirksamtmann“. Die Landgerichte Wasserburg und Haag bildeten das Bezirksamt Wasserburg. Im Jahr 1864 erhielt die Gemeinde Rosenheim durch den Bayerischen König Ludwig II. die Stadtrechte. Am 1. April 1870 wurde sie eine kreisunmittelbare Stadt.
Am 1. Januar 1900 wurde für den Raum Bad Aibling ein eigenes Bezirksamt errichtet. Dafür gab das Bezirksamt Rosenheim 22 Gemeinden ab, bekam jedoch vier Gemeinden des Bezirksamtes Traunstein.

### Landkreise
Am 1. Januar 1939 wurde wie sonst überall im Deutschen Reich die Bezeichnung Landkreis eingeführt. So wurden aus den Bezirksämtern die Landkreise Bad Aibling, Rosenheim und Wasserburg.
Am 1. Juli 1967 wurde die Gemeinde Happing in die Stadt Rosenheim eingemeindet.

### Landkreis Rosenheim

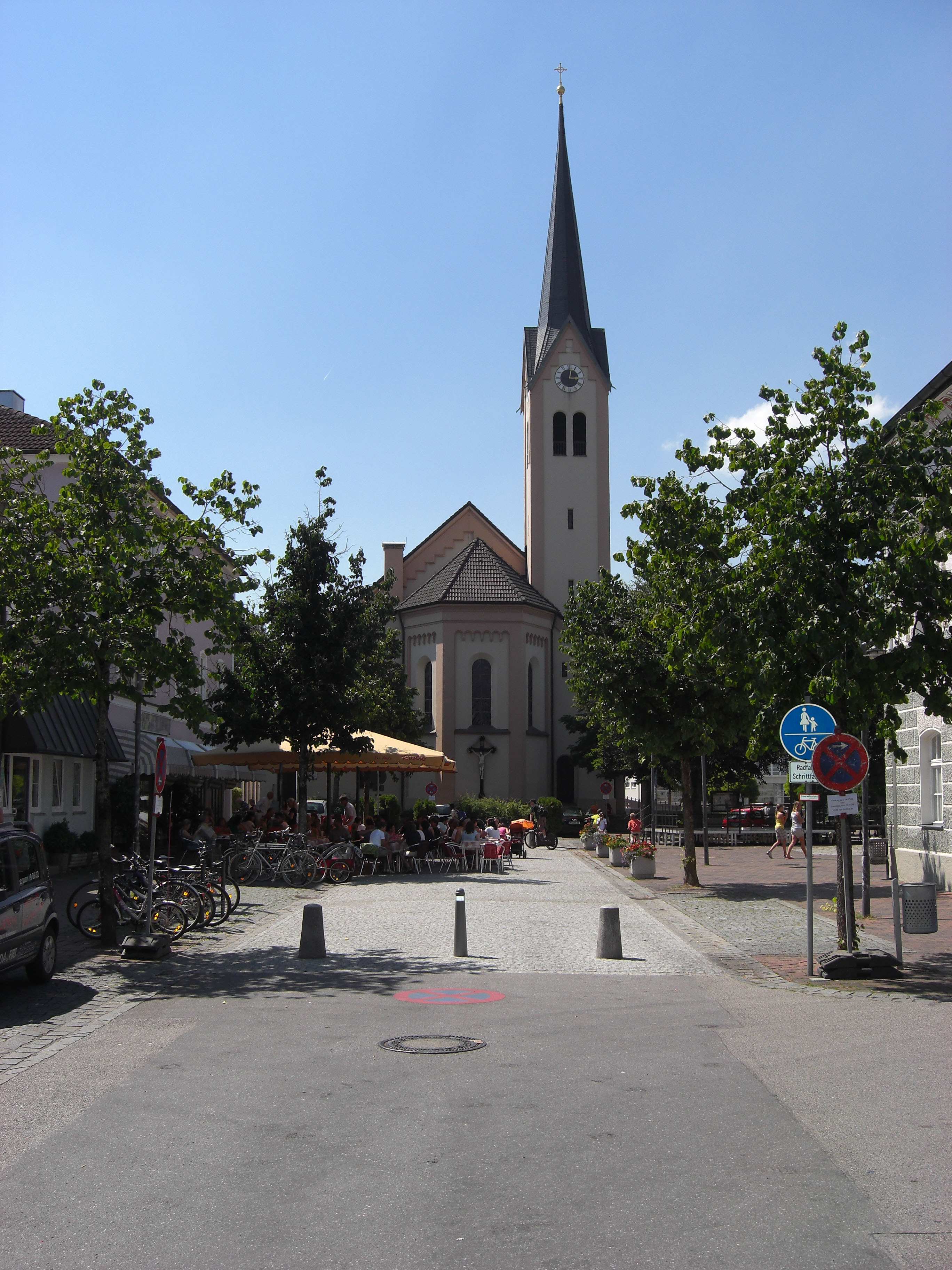
Kolbermoor ist die zweitgrößte Stadt im Landkreis Rosenheim

Im Rahmen der Gebietsreform in Bayern wurde am 1. Juli 1972 der Landkreis Rosenheim deutlich vergrößert. Neu zum Landkreis kamen
- alle Gemeinden des aufgelösten Landkreises Bad Aibling bis auf die Gemeinde Großhelfendorf, die zum Landkreis München kam, und
- die Stadt Wasserburg am Inn sowie die Gemeinden Albaching, Amerang, Attel, Babensham, Edling, Eiselfing, Griesstätt, Kling, Pfaffing, Ramerberg, Rott am Inn, Schonstett und Soyen aus dem aufgelösten Landkreis Wasserburg am Inn. Das restliche Gebiet des Landkreises Wasserburg kam zu den Landkreisen Mühldorf am Inn, Erding und Ebersberg.[5]

Am 1. Mai 1978 wurden die Gemeinde Aising und wesentliche Teile der aufgelösten Gemeinden Pang und Westerndorf St. Peter, das am 26. September 1951 umbenannt wurde (vorher: Westerndorf), in die Stadt Rosenheim eingemeindet.
Gleichzeitig wurde der größte Teil der Gemeinde Lampferding aus dem Landkreis Ebersberg nach Tuntenhausen im Landkreis Rosenheim eingegliedert.

### Einwohnerentwicklung

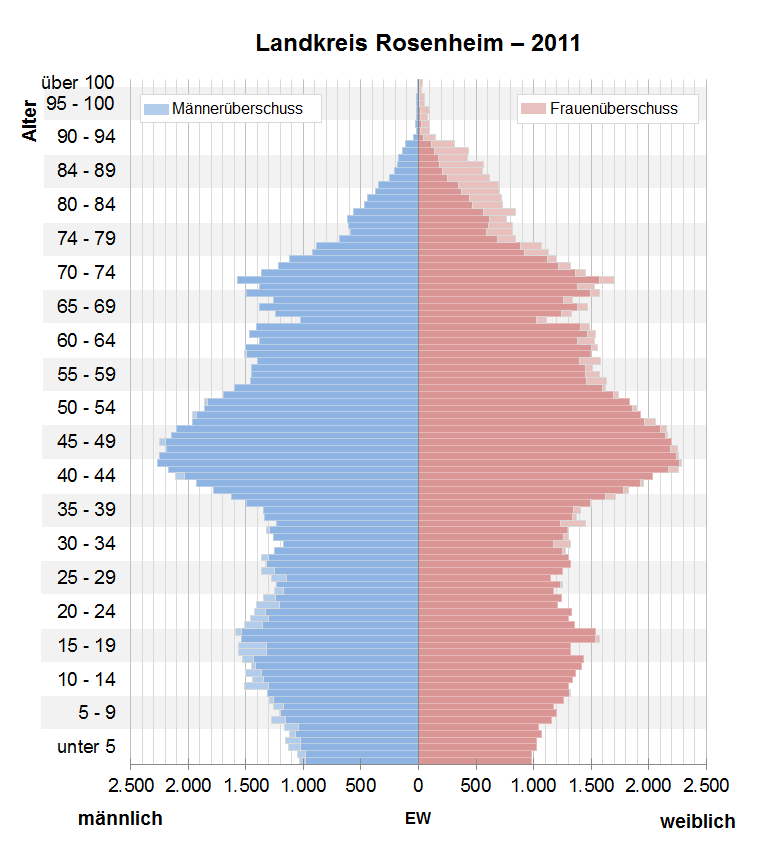
Bevölkerungspyramide für den Kreis Rosenheim (Datenquelle: Zensus 2011.)

Der Landkreis Rosenheim gewann von 1988 bis 2008 fast 53.000 Einwohner hinzu bzw. wuchs um rund 27 %. Zwischen 1988 und 2018 wuchs der Landkreis von 195.417 auf 260.983 um 65.566 Einwohner bzw. um 33,6 %.
Die nachfolgenden Zahlen beziehen sich auf den Gebietsstand vom 25. Mai 1987:
| Bevölkerungsentwicklung | Bevölkerungsentwicklung | Bevölkerungsentwicklung | Bevölkerungsentwicklung | Bevölkerungsentwicklung | Bevölkerungsentwicklung | Bevölkerungsentwicklung | Bevölkerungsentwicklung | Bevölkerungsentwicklung | Bevölkerungsentwicklung | Bevölkerungsentwicklung | Bevölkerungsentwicklung | Bevölkerungsentwicklung | Bevölkerungsentwicklung | Bevölkerungsentwicklung |
| Jahr                    | 1840                    | 1900                    | 1939                    | 1950                    | 1961                    | 1970                    | 1987                    | 1991                    | 1995                    | 2000                    | 2005                    | 2010                    | 2015                    | 2020                    |
| ----------------------- | ----------------------- | ----------------------- | ----------------------- | ----------------------- | ----------------------- | ----------------------- | ----------------------- | ----------------------- | ----------------------- | ----------------------- | ----------------------- | ----------------------- | ----------------------- | ----------------------- |
| Einwohner               | 52.966                  | 76.095                  | 104.061                 | 151.937                 | 143.825                 | 158.819                 | 190.104                 | 210.510                 | 224.712                 | 236.480                 | 247.057                 | 249.772                 | 256.074                 | 261.721                 |

## Politik

### Kreistag
Die Kommunalwahlen 2002, 2008, 2014 und 2020 führten zu den folgenden Sitzverteilungen im Kreistag:
| Kreistagswahl 2020Wahlbeteiligung: 61,3 % (+5,1 %) %403020100 37,219,411,08,37,16,43,83,41,91,5n. k. CSUGrüneFWPf/ÜWGdSPDAfDÖDP/PUgBPFDPLMPPVjREPGewinne und Verlusteim Vergleich zu 2014 %p 8 6 4 2 0 −2 −4 −6 −8−10−9,7+7,3+2,8± 0,0−4,6+6,4−1,0−1,3+0,4+1,5−1,8CSUGrüneFWPf/ÜWGSPDAfDÖDP/PUBPFDPLMPPVREPAnmerkungen:d Parteifreie/Überparteiliche Wählergemeinschaftg ÖDP/Parteifreie Umweltschützerj Die Linke/mut/Piraten/Die PARTEI/V-Partei³ | Sitzverteilung im Kreistag Rosenheim seit 2020Insgesamt 70 Sitze - LMPPV: 1 - SPD: 5 - Grüne: 14 - ÖDP/PU: 3 - Pf/ÜWG: 6 - FDP: 1 - FW: 8 - CSU: 26 - BP: 2 - AfD: 4 |

| Parteien und Wählergemeinschaften | Parteien und Wählergemeinschaften                          | 2020   | 2020   | 2014   | 2014   | 2008   | 2008   | 2002   | 2002   | 1996   | 1996   |
| Parteien und Wählergemeinschaften | Parteien und Wählergemeinschaften                          | %      | Sitze  | %      | Sitze  | %      | Sitze  | %      | Sitze  | %      | Sitze  |
| --------------------------------- | ---------------------------------------------------------- | ------ | ------ | ------ | ------ | ------ | ------ | ------ | ------ | ------ | ------ |
| CSU                               | Christlich-Soziale Union in Bayern                         | 37,2   | 26     | 46,9   | 33     | 47,5   | 34     | 56,9   | 41     | 52,1   | 38     |
| Grüne                             | Grüne Bayern                                               | 19,4   | 14     | 12,1   | 09     | 11,2   | 08     | 6,8    | 04     | 8,3    | 06     |
| FW                                | Freie Wähler Bayern                                        | 11,0   | 08     | 8,2    | 06     | 0–     | 0–     | 0–     | 0–     | 0–     | 0–     |
| Pf/ÜWG                            | Parteifreie/Überparteiliche Wählergemeinschaft             | 8,3    | 06     | 8,3    | 06     | 0–     | 0–     | 0–     | 0–     | 0–     | 0–     |
| SPD                               | SPD Bayern                                                 | 7,1    | 05     | 11,7   | 08     | 14,1   | 10     | 16,6   | 12     | 16,7   | 12     |
| AfD                               | AfD Bayern                                                 | 6,4    | 04     | 0–     | 0–     | 0–     | 0–     | 0–     | 0–     | 0–     | 0–     |
| ÖDP/PU                            | Ökologisch-Demokratische Partei/Parteifreie Umweltschützer | 3,8    | 03     | 4,8    | 03     | 4,6    | 03     | 3,7    | 03     | 3,5    | 02     |
| BP                                | Bayernpartei                                               | 3,4    | 02     | 4,7    | 03     | 2,9    | 02     | 1,9    | 01     | 2,5    | 01     |
| FDP                               | FDP Bayern                                                 | 1,9    | 01     | 1,5    | 01     | 3,1    | 02     | 2,1    | 01     | 2,2    | 01     |
| LMPPV                             | Die Linke Bayern/mut/Piratenpartei/Die PARTEI/V-Partei³    | 1,5    | 01     | 0–     | 0–     | 0–     | 0–     | 0–     | 0–     | 0–     | 0–     |
| REP                               | Die Republikaner                                           | 0–     | 0–     | 1,8    | 01     | 3,4    | 02     | 3,2    | 02     | 5,2    | 03     |
| FW/ÜWG                            | Freie Wähler Bayern/Überparteiliche Wählergemeinschaft     | 0–     | 0–     | 0–     | 0–     | 13,0   | 09     | 8,9    | 06     | 9,5    | 07     |
| gesamt                            | gesamt                                                     | 100,0  | 70     | 100,0  | 70     | 99,8   | 70     | 100,1  | 70     | 100,0  | 70     |
| Wahlbeteiligung                   | Wahlbeteiligung                                            | 61,3 % | 61,3 % | 56,2 % | 56,2 % | 62,1 % | 62,1 % | 63,7 % | 63,7 % | 67,5 % | 67,5 % |

### Bezirksamtsvorstände (bis 1938) und Landräte (ab 1939)
- 1913–1921: Josef Baur
- 1921–1933: Wilhelm Roth
- 1933–1936: Pankraz Habruner
- 1936–1942: Fritz Schorz (NSDAP)

- 1942–1945: Hermann Lippert (NSDAP)
- 1946–1948: Pankraz Habruner
- 1948–1978: Georg Knott (Bayernpartei)
- 1978–1984: Josef Neiderhell sen. (CSU)
- 1984–2008: Max Gimple (CSU)
- 2008–2014: Josef Neiderhell jun. (CSU)
- 2014–2020: Wolfgang Berthaler (CSU)
- ab 1. Mai 2020: Otto Lederer (CSU)

### Wappen
| Wappen des Landkreises Rosenheim | Blasonierung: „Unter Schildhaupt mit den bayerischen Rauten gespalten; vorne gespalten von Silber und Blau, belegt mit zwei Seeblättern an schräg gekreuzten Stängeln in verwechselten Farben, hinten in Silber ein golden gekrönter und golden bewehrter roter Löwe.“ |
| Wappen des Landkreises Rosenheim | Wappenbegründung: Die bayerischen weiß-blauen Rauten wurden vom Wappen des ehemaligen Landkreises Bad Aibling, dem ältesten Herrschaftsgebiet der Wittelsbacher, übernommen. Die beiden Seeblätter auf der heraldisch rechten Seite sind dem Wappen des Inselklosters Frauenchiemsee entnommen und stehen für den Chiemgau, der den Osten des Landkreises bildet. Der rote Löwe auf der linken Seite kommt vom Wappen der Stadt Wasserburg. Das Wappen wurde am 14. Mai 1976 in seiner heutigen Form eingeführt. |

## Wirtschaft und Infrastruktur
Im Zukunftsatlas 2016 belegte der Landkreis Rosenheim Platz 63 von 402 Landkreisen und kreisfreien Städten in Deutschland und zählt damit zu den Orten mit „hohen Zukunftschancen“. In der Ausgabe von 2019 lag er auf Platz 84 von 401.
Die Einkommensteuerkraft je Einwohner lag im Jahr 2004 bei 279 Euro (Bundesdurchschnitt 216 Euro). Die Kaufkraft je Einwohner im Jahr 2005 lag bei 8.890 Euro (Bundesdurchschnitt 8.523 Euro). Im Juli 2020 lag die Arbeitslosigkeit im Landkreis bei 3,2 % und damit erheblich unter dem Bundesdurchschnitt.
Die bewirtschaftete Fläche dient vor allem der Milchviehhaltung. In Kolbermoor, Wasserburg und Raubling sind größere Industriebetriebe angesiedelt.
Der Chiemgau und das Inntal sind Fremdenverkehrsgebiete; große Kur- und Rehabilitationseinrichtungen befinden sich in Bad Aibling, Bad Feilnbach, Bad Endorf, Bernau a. Chiemsee, Prien und Vogtareuth.

### Tourismus
Der Landkreis Rosenheim war gemeinsam mit dem Landkreis Traunstein Mitglied im Chiemsee-Tourismusverband (1912–2009), dessen Auflösung Ende 2009 mit großer Mehrheit beschlossen wurde. Die damaligen Landräte der beiden Landkreise vertraten im Gegensatz zu vielen Traunsteiner Gemeinden die Ansicht: „Jeder Landkreis soll mit einem eigenen Verband um die Touristen werben.“ Somit sind seit dem 1. Januar 2010 die Gemeinden des Rosenheimer Landkreises im Chiemsee Alpenland-Verband organisiert, die des Landkreises Traunstein im Chiemgau-Verband.
In der Folge werden der Landkreis Rosenheim und die kreisfreie Stadt Rosenheim innerhalb Bayerns nun als eigenständige Tourismusregion „Chiemsee-Alpenland“ ausgewiesen, die u. a. mit eigener Webpräsenz beworben wird. Diese Tourismusregion ist jedoch trotz ihrer Bezeichnung nur in Teilen deckungsgleich mit der gleichnamigen Kulturlandschaft Chiemgau.

#### Touristische Basisdaten
- angebotene Betten (gewerbliche Betriebe und Camping): 14.618
- geöffnete Beherbergungsbetriebe (gewerbliche Betriebe und Camping): 374
- Übernachtungen (2018): ca. 3,5 Mio.
- Campingplätze: 16
- Heil- und Kurbäder: 3, sowie 1 Kneipp- und 6 Luftkurorte
- Almen und Berggasthöfe: rund 60
- Hotels: ca. 200

Quelle: Statistisches Landesamt

#### Die wichtigsten Sehenswürdigkeiten
- Schloss Herrenchiemsee
- Fraueninsel mit Münster
- Historische Stadt Wasserburg in der Innschleife
- Historisches Dorf Neubeuern
- Wendelsteinbahn, älteste Hochgebirgsbahn Deutschlands
- Ältestes Naturschutzgebiet Bayerns: Eggstätt-Hemhofer Seenplatte
- Ältestes Moorbad Bayerns in Bad Aibling
- Höchstes Gipfelkreuz der Bayerischen Alpen: Kampenwand (12 Meter hoch)
- Ältestes Volkstheater Deutschlands: Ritterschauspiele Kiefersfelden (seit 1618)

### Schienenverkehr

Nachbarlandkreise des Landkreises Rosenheim

Die Stadt Rosenheim ist ein wichtiger Eisenbahnknoten im Voralpenland, der schon 1857 durch die Bayerische Maximiliansbahn mit München über Holzkirchen und Bad Aibling verbunden wurde (Mangfalltalbahn). Sie wurde noch im selben Jahr über Kiefersfelden nach Kufstein in Tirol weitergeführt. Seit 1860 besteht auch die Strecke über Prien, Traunstein und Freilassing nach Salzburg.
Erst 1871 eröffnete die Bayerische Staatsbahn die Direktverbindung von München über Grafing nach Rosenheim und von hier 1876 die Bahn innabwärts über Wasserburg nach Mühldorf. In Wasserburg Bf zweigten seit 1902 die Verbindungsbahn nach Wasserburg Stadt und seit 1905 die Strecke nach Ebersberg ab.
Weitere staatliche Lokalbahnen kamen hinzu: 1878 wurde die auch als Chiemgaubahn bezeichnete Strecke Prien–Aschau eröffnet. 1897 folgte die von der Mangfalltalbahn abzweigende elektrische Lokalbahn Bad Aibling–Feilnbach der AG für E-Werke vorm. O.L. Kummer & Co, Dresden, die 1973 stillgelegt und später abgebaut wurde, nachdem bereits 1972 der elektrische Betrieb aufgegeben worden war. Weiters wurde 1908 die Bahnstrecke Endorf–Obing eröffnet, auf der 1968 der Personen- und 1996 der Güterverkehr eingestellt wurde und die 2006 wieder als Museumsbahn von der privaten Chiemgauer Lokalbahn in Betrieb genommen wurde.
Als letztes wurde 1914 die Bahnstrecke Landl (Oberbay) Abzw–Frasdorf eröffnet, die in Landl von der Hauptstrecke Rosenheim–Salzburg abzweigt. Die Teilstrecke Rohrdorf–Frasdorf wurde 1970 stillgelegt, die Strecke Rosenheim–Rohrdorf dient nur noch dem Güterverkehr.
Fast ausschließlich dem Fremdenverkehr dienen zwei Schmalspurbahnen:
- Die Chiemseebahn, eine 1887 eröffnete, heute noch privat betriebene Zubringerlinie der Firma Ludwig Feßler vom Bahnhof Prien zur Schiffsstation Stock
- Die Zahnradbahn der Wendelsteinbahn GmbH, die seit 1912 von Brannenburg aus den über 1700 m hohen Aussichtsberg erklimmt.

Die „Wachtlbahn“ ist eine früher sechs Kilometer lange elektrische Werksbahn, die von Kiefersfelden aus in den Steinbruch des ehemaligen HeidelbergCement-Werkes in Wachtl (Tirol) führte. Bis 2016 wurden auf der auf fünf Kilometer verkürzten Strecke nur noch touristische Züge in der Sommersaison angeboten, die direkt nach der Landesgrenze endeten. Seither wird die Wachtlbahn wegen fehlender Betriebsgenehmigung saniert.
Das Eisenbahnnetz von über 220 km Ausdehnung wurde durch die Stilllegung einiger Nebenstrecken um 45 km Länge reduziert:
- 1968: Endorf–Amerang–Obing, 12 km
- 1970: Landl–Rohrdorf–Frasdorf, 16 km
- 1973: Bad Aibling–Bad Feilnbach, 12 km
- 1987: Wasserburg Bf–Wasserburg Stadt, 5 km

(siehe aber die Anmerkungen zur Teileinstellung bzw. Freizeitbahn)

### Straßenverkehr
Durch den Landkreis führt in West-Ost-Richtung die Bundesautobahn 8 von München nach Salzburg; beim Inntaldreieck südsüdwestlich von Rosenheim zweigt die Bundesautobahn 93 in Richtung Kiefersfelden (Landesgrenze zu Tirol/Österreich) ab. Zum überörtlichen Verkehrsnetz gehören ferner die Bundesstraßen 15, 15a, 304 und 305.

## Gemeinden
Einwohner am 31. Dezember 2024
| Städte 1. Bad Aibling (18.497) 2. Kolbermoor (19.094) 3. Wasserburg a.Inn (12.375) Märkte 1. Bad Endorf (8117) 2. Bruckmühl (16.735) 3. Neubeuern (4131) 4. Prien a.Chiemsee (10.915) Verwaltungsgemeinschaften 1. Breitbrunn a.Chiemsee (Gemeinden Breitbrunn a.Chiemsee, Chiemsee und Gstadt a.Chiemsee) 2. Halfing (Gemeinden Halfing, Höslwang und Schonstett) 3. Pfaffing (Gemeinden Albaching und Pfaffing) 4. Rott a.Inn (Gemeinden Ramerberg und Rott a.Inn) Gemeindefreie Gebiete (10,37 km²) 1. Rotter Forst-Nord (7,33 km²) 2. Rotter Forst-Süd (3,04 km²) | Weitere Gemeinden 1. Albaching (1740) 2. Amerang (3739) 3. Aschau i.Chiemgau (5471) 4. Babensham (3122) 5. Bad Feilnbach (8198) 6. Bernau a.Chiemsee (6855) 7. Brannenburg (6658) 8. Breitbrunn a.Chiemsee (1453) 9. Chiemsee (172) 10. Edling (4307) 11. Eggstätt (2846) 12. Eiselfing (3295) 13. Feldkirchen-Westerham (10.742) 14. Flintsbach a.Inn (2929) 15. Frasdorf (2993) 16. Griesstätt (2823) 17. Großkarolinenfeld (7387) 18. Gstadt a.Chiemsee (1157) 19. Halfing (2734) 20. Höslwang (1214) 21. Kiefersfelden (6513) 22. Nußdorf a.Inn (2562) 23. Oberaudorf (5095) 24. Pfaffing (4104) 25. Prutting (2934) 26. Ramerberg (1390) 27. Raubling (11.161) 28. Riedering (5550) 29. Rimsting (3775) 30. Rohrdorf (5853) 31. Rott a.Inn (4142) 32. Samerberg (2798) 33. Schechen (5316) 34. Schonstett (1426) 35. Söchtenau (2672) 36. Soyen (2943) 37. Stephanskirchen (10.558) 38. Tuntenhausen (7074) 39. Vogtareuth (3072) |

Ehemalige Gemeinden
Die folgenden Gemeinden verloren während ihrer Zugehörigkeit zum Landkreis Rosenheim ihre Eigenständigkeit:

Landkreis Rosenheim, Gemeindegrenzenkarte von 1961

- Aising, am 1. Mai 1978 zu Rosenheim
- Altenbeuern, am 1. Januar 1970 zu Neubeuern
- Attel, am 1. Mai 1978 zu Wasserburg am Inn WS
- Beyharting, am 1. Mai 1978 zu Tuntenhausen AIB
- Degerndorf am Inn, am 1. April 1971 zu Brannenburg
- Ellmosen, am 1. Januar 1973 zu Bad Aibling AIB
- Götting, am 1. Mai 1978 zu Bruckmühl AIB
- Grainbach, am 1. Januar 1970 zu Samerberg
- Greimharting, am 1. April 1970 zu Rimsting
- Großbrannenberg, am 1. Januar 1978 zu Brannenburg
- Großholzhausen, am 1. Mai 1978 zu Raubling
- Happing, am 1. Juli 1967 zu Rosenheim
- Hemhof, am 1. Mai 1978 zu Bad Endorf
- Hirnsberg, am 1. Januar 1972 zu Bad Endorf
- Hittenkirchen, am 1. Mai 1978 zu Bernau
- Hochstätt, am 1. Mai 1978 zu Schechen
- Hohenaschau im Chiemgau, am 1. Januar 1966 zu Aschau
- Höhenmoos, am 1. Mai 1978 zu Rohrdorf am Inn
- Höhenrain, am 1. Mai 1978 zu Feldkirchen-Westerham AIB
- Hohenthann, am 1. Mai 1978 zu Tuntenhausen AIB
- Holzham, am 1. Januar 1975 zu Bruckmühl AIB
- Kling, am 1. Januar 1980 zu Babensham WS
- Lauterbach, am 1. Januar 1972 zu Rohrdorf am Inn
- Litzldorf, am 1. Mai 1978 zu Bad Feilnbach AIB
- Marienberg, am 1. Mai 1978 zu Schechen
- Mauerkirchen im Chiemgau, am 1. April 1971 zu Bad Endorf
- Mietraching, am 1. Mai 1978 zu Bad Aibling AIB
- Neukirchen am Simssee, am 1. Mai 1978 zu Riedering
- Niederaschau im Chiemgau, am 1. Januar 1966 zu Aschau
- Niederaudorf, am 1. April 1971 zu Oberaudorf
- Pang, am 1. Mai 1978 zu Rosenheim
- Pfraundorf, am 1. Mai 1978 zu Raubling
- Pietzing, am 1. Mai 1978 zu Riedering, Rimsting und Bad Endorf
- Reischenhart, am 1. Mai 1978 zu Raubling
- Roßholzen, am 1. Januar 1970 zu Samerberg
- Sachrang, am 1. Mai 1978 zu Aschau im Chiemgau
- Söllhuben, am 1. Mai 1978 zu Riedering
- Steinkirchen, am 1. Januar 1970 zu Samerberg
- Tattenhausen, am 1. Mai 1978 zu Großkarolinenfeld AIB
- Törwang, am 1. Januar 1970 zu Samerberg
- Umrathshausen, am 1. Mai 1978 zu Frasdorf
- Westerndorf St. Peter, am 1. Mai 1978 zu Rosenheim
- Wildenwart, am 1. Mai 1978 zu Frasdorf
- Willing, am 1. Mai 1978 zu Bad Aibling AIB

Namensänderungen
Am 26. Juni 1953 wurde die Gemeinde Kirchdorf am Inn in Raubling umbenannt.
Siehe auch: Liste der Orte im Landkreis Rosenheim mit allen Gemeindeteilen.

## Baudenkmäler
Siehe Baudenkmäler im Landkreis Rosenheim

## Kfz-Kennzeichen
Am 1. Juli 1956 wurde dem Landkreis bei der Einführung der bis heute gültigen Kfz-Kennzeichen das Unterscheidungszeichen RO zugewiesen. Es wird durchgängig bis heute ausgegeben.
Bis in die 1990er Jahre erhielten Fahrzeuge aus den Altkreisen besondere Erkennungsnummern:
| Gebiet                     | Buchstaben | Zahlen      |
| -------------------------- | ---------- | ----------- |
| Altkreis Rosenheim         | AA bis JZ  | 100 bis 999 |
| Altkreis Bad Aibling       | KA bis SZ  | 100 bis 999 |
| Altkreis Wasserburg am Inn | TA bis ZZ  | 100 bis 999 |

Seit dem 10. Juli 2013 sind durch die Kennzeichenliberalisierung auch die Unterscheidungszeichen AIB (Bad Aibling) und WS (Wasserburg am Inn) erhältlich.